# 瓦奈尔
瓦奈尔（法語：Vannaire，法語發音：[vanɛʁ]）是法国科多尔省的一个市镇，属于蒙巴尔区。

## 地理
瓦奈尔（47°54'49"N, 4°34'9"E）面积3.5 平方千米，位于法国勃艮第-弗朗什-孔泰大區科多尔省，该省份为法国中东部省份，北起奥布省，西接涅夫勒省和约讷省，南至索恩-卢瓦尔省，东南接汝拉省，东临上索恩省，东北部与上马恩省接壤。
与瓦奈尔接壤的市镇（或旧市镇、城区）包括：肖蒙勒布瓦、蒙利奥和库尔塞勒、马桑日、奥布特雷、维村。

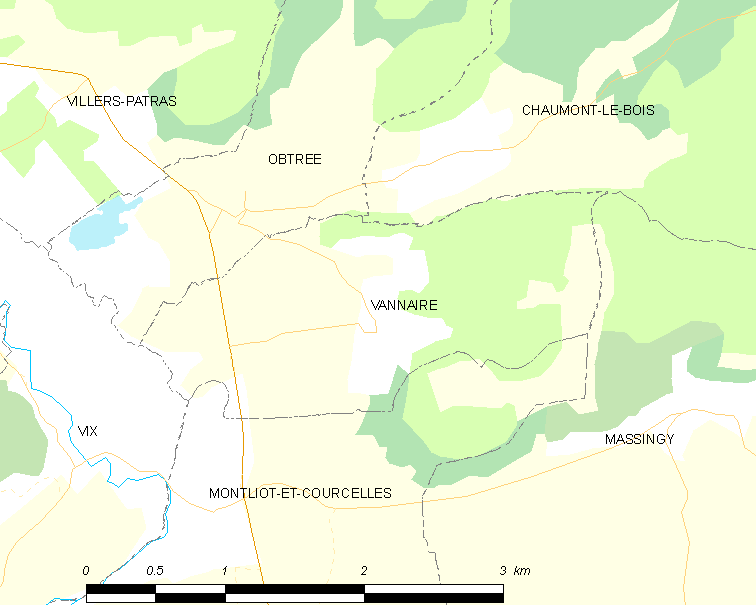
瓦奈尔的OSM定位图

瓦奈尔的时区为UTC+01:00、UTC+02:00（夏令时）。

## 行政
瓦奈尔的邮政编码为21400，INSEE市镇编码为21653。

## 政治
瓦奈尔所属的省级选区为塞纳河畔沙蒂永县。

## 人口

1962-2008年间瓦奈尔人口变化图示

瓦奈尔于2022年1月1日时的人口数量为49人。